# Lavalle megye (Corrientes)
Lavalle egy megye Argentínában, Corrientes tartományban. A megye székhelye Santa Lucía.

## Települések
Önkormányzatok és települések (Municipios y comunas)
- Cruz de los Milagros
- Gobernador Juan E. Martínez
- Lavalle
- Santa Lucía
- Yataytí Calle